# Hurt (песня Джонни Кэша)
«Hurt» (с англ. — «Боль») — сингл американского кантри-исполнителя Джонни Кэша, выпущенный в марте 2003 года в поддержку альбома American IV: The Man Comes Around.

## О сингле
Заглавной композицией сингла является кавер-версия одноимённого трека индастриал-рок-группы Nine Inch Nails. При работе над кавером, Джонни Кэш решил убрать из текста оригинальной песни NIN ненормативную лексику и сделать лирическую направленность трека ближе к христианской тематике. Лидеру Nine Inch Nails и непосредственному автору «Hurt» Тренту Резнору идея Кэша сделать кавер на эту композицию поначалу показалась бесполезной, хоть он и был польщён вниманием такого легендарного музыканта. Однако, услышав готовую версию Кэша, Резнор был глубоко ею тронут.
Выпущенный в марте 2003 сингл, помимо главной песни, содержал также каверы на «Personal Jesus» британской рок-группы Depeche Mode и «Wichita Lineman» американского кантри-певца Глена Кэмпбелла.

## Видеоклип

Джонни Кэш в клипе «Hurt»

Клип был снят Марком Романеком, который ранее снимал видео и для NIN. Режиссёр стремился отразить всю суть песни; меланхоличная мелодия композиции сопровождалась видеорядом с кадрами из жизни Джонни Кэша, чтобы показать прошлое музыканта, и «суровость» и «жестокость» нынешней жизни. Согласно Ли Эдвардсу, музыкальное видео тем самым изображает «парадоксальность самого Кэша». Видеоклип снимался в доме певца, в котором Кэш со своей супругой прожил почти 30 лет. Дом был разрушен в результате пожара 10 апреля 2007 года.
На момент создания клипа (февраль 2003 года) Джонни Кэшу был 71 год. В то время у музыканта имелись серьёзные проблемы со здоровьем (слабость Кэша ясно видна в клипе). Он умер 12 сентября 2003, семь месяцев спустя. Его жена, Джун Картер Кэш, которая также приняла участие в видео, умерла 15 мая 2003 года в возрасте 73 лет, через три месяца после съёмок.

## Реакция общественности
Кавер-версия была восторженно встречена критиками; песня и музыкальное видео были удостоены множества наград и номинаций. Наиболее значимыми из них стали, например, признание «Hurt» лучшим синглом года по версии «Country Music Association» или присуждение премии «Грэмми» в категории «Лучшее музыкальное видео». Также песня входит в списки (таких музыкальных изданий или сайтов как Rolling Stone и Rate Your Music) лучших композиций когда-либо созданных. В 2011 году видеоклип был назван лучшим видео всех времён по мнению редакции журнала NME.

## Список композиций
| №  | Название          | Автор                          | Длительность |
| -- | ----------------- | ------------------------------ | ------------ |
| 1. | «Hurt»            | Трент Резнор (Nine Inch Nails) | 3:38         |
| 2. | «Personal Jesus»  | Мартин Гор (Depeche Mode)      | 3:21         |
| 3. | «Wichita Lineman» | Глен Кэмпбелл                  | 3:06         |

## Позиции в чартах и сертификации
| Чарт (2003)                         | Высшая позиция |
| ----------------------------------- | -------------- |
| Норвегия (VG-lista)                 | 8              |
| США (Billboard Alternative Airplay) | 33             |
| США (Billboard Hot Country Songs)   | 56             |

| Страна | Сертификация | Продажи, экз. |
| ------ | ------------ | ------------- |
| RIAA   | Золотой      | 500,000+      |